# Kloster Kovilj

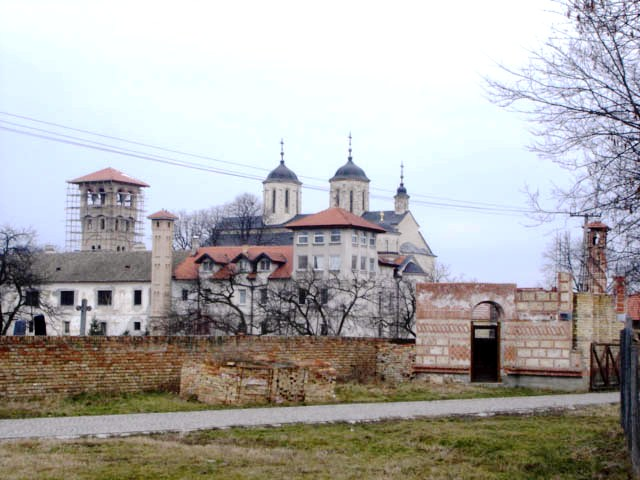
Kloster Kovilj

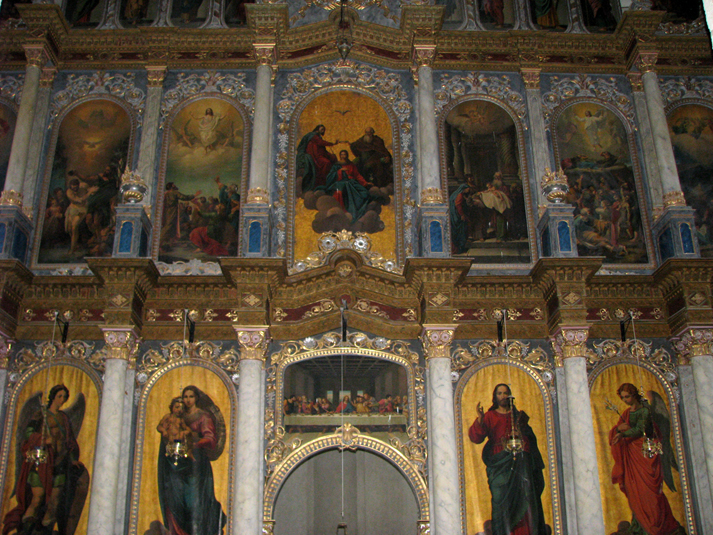
Die Ikonostase des Klosters

Das Kloster Kovilj (serbisch Манастир Ковиљ Manastir Kovilj) ist eine Klosteranlage der serbisch-orthodoxen Kirche. Die Anlage befindet sich in der Ortschaft Kovilj nahe Novi Sad in der autonomen Provinz Vojvodina in Serbien, gelegen an einem alten, linken Seitenarm der Donau. Es gilt als das älteste serbisch-orthodoxe Kloster in der Batschka.
Der Legende nach wurde das Kloster von Sava von Serbien im 13. Jahrhundert gegründet, an dem Ort, wo sein Bruder, König Stefan, mit dem ungarischen König Andreas Frieden geschlossen haben soll. Die früheste Klosterkirche soll zerstört worden sein, die heutige Klosterkirche wurde im 15. oder 16. Jahrhundert im Stil der späteren Morava-Schule erbaut. Als sicher gilt die Erneuerung des Klosters 1705–1707 im barocken Stil.
Das Kloster wurde früh zu einem der reichsten serbisch-orthodoxen Klöster nördlich des serbischen Teils der Donau. Heute befindet sich in der Klosteranlage ein kirchliches Rehabilitationszentrum für Drogenabhängige.